# Žizn' i smert' Puškina
Žizn' i smert' Puškina (in cirillico Жизнь и смерть Пушкина, lett. "Vita e morte di Puškin") è un film del 1910 diretto da Vasilij Michajlovič Gončarov.